# Шакирзян Віктор Володимирович
Шакирзян Віктор Володимирович (20 листопада 1978) — бізнесмен-забудовник міста Рівного. Депутат та секретар Рівненської міської ради 8 скликання з 2020 року. У вересні 2023 року Шакирзян став в.о мера Рівного після того, як міського голову Олександра Третяка звільнили з посади за рішенням суду через корупційну справу.

## Походження
Дід Віктора Шакирзяна мав татарське коріння, звідки і походить прізвище. Батько — Шакирзян Володимир Рахимзянович, працював водієм. Мати — Шакирзян Світлана Юхимівна, працювала на цукровому заводі.

## Ранні роки
Народився 20 листопада 1978 року в селі Бабині Гощанського району Рівненської області. Вищу освіту здобував у рівненському Національному університеті водного господарства та природокористування за спеціальністю «Будівництво».

## Відзнаки та нагороди
Нагороджений орденом від Спілки бійців та волонтерів АТО «Сила України» за надання волонтерської допомоги, а також нагрудний знак «Волонтер України».[джерело?]

## Політика
У травні 2020 року створив громадську організацію «Рівне разом», а 26 вересня 2020 року очолив однойменну політичну партію.
У вересні 2020 року політична партія «Рівне разом» висунула Віктора Шакирзяна кандидатом на посаду міського голови Рівного. У другому турі виборів мера Рівного його підтримали 47,69 % виборців, а переможцем став Олександр Третяк від партії «Європейська солідарність». Втім, Віктор отримав мандат депутата Рівненської міської ради і був обраний секретарем Рівненської міської ради восьмого скликання.
У вересні 2023 року Шакирзян став в.о мера Рівного після того, як міського голову Олександра Третяка звільнили з посади за рішенням суду через корупційну справу.

## Родина
Одружений, виховує трьох синів та доньку.